# Phthiracarus crassus
Phthiracarus crassus är en kvalsterart som beskrevs av Wojciech Niedbała 1983. Phthiracarus crassus ingår i släktet Phthiracarus och familjen Phthiracaridae. Inga underarter finns listade i Catalogue of Life.